# Othoniomyia triangularis
Othoniomyia triangularis är en tvåvingeart som beskrevs av Hermann 1912. Othoniomyia triangularis ingår i släktet Othoniomyia och familjen rovflugor. Inga underarter finns listade i Catalogue of Life.